# بول طومسون
بول طومسون (بالإنجليزية: Paul Thompson)‏ هو موسيقي وطبال بريطاني، ولد في 13 مايو 1951 في نيوكاسل أبون تاين في المملكة المتحدة.

## وصلات خارجية
- الموقع الرسمي
- بول طومسون على موقع IMDb (الإنجليزية)
- بول طومسون على موقع ميوزك برينز (الإنجليزية)
- بول طومسون على موقع أول ميوزيك (الإنجليزية)
- بول طومسون على موقع ديسكوغز (الإنجليزية)